# Sassuolo
Sassuolo (emilián nyelven Sasól) település Olaszországban, Emilia-Romagna régióban, Modena megyében. Lakosainak száma 40 736 fő (2023. január 1.). Sassuolo Casalgrande, Castellarano, Fiorano Modenese, Formigine, Prignano sulla Secchia és Serramazzoni községekkel határos.

## Népesség
A település lakossága az elmúlt években az alábbi módon változott:
| Lakosok száma | 41 641 | 40 729 | 40 729 | 40 736 |
|               | 2004   | 2017   | 2022   | 2023   |

## Híres szülöttjei
- Caterina Caselli (1946–) táncdalénekesnő és producer
- Fabrizio Giovanardi (1966–) autóversenyző